# Garde nationale mobile
Pour un article plus général, voir Garde nationale (France).
En France, la garde nationale mobile, appelée les Mobiles en abrégé, et Les Moblots familièrement, fut créée par la loi du 1er février 1868 afin de concourir comme auxiliaire de l'armée active à la défense des places fortes, villes, côtes, frontières de l'Empire, et du maintien de l'ordre intérieur. Elle est l'équivalent de la Landwehr allemande, qui l'a d'ailleurs inspirée.
La garde nationale mobile a été dissoute par la loi du 25 août 1871, en même temps que l'ensemble de la garde nationale, et sera plus ou moins remplacée par la réserve militaire instituée par la loi du 27 juillet 1872.

## Histoire

### Armée et garde mobile sous le Second Empire
Sous le Second Empire, le fonctionnement de l'armée reposait sur la conscription. Les conseils de révision était un moment fort de la vie des jeunes gens. Le Service militaire s'effectuait selon un tirage au sort. Ceux qui avaient tiré les « mauvais numéros » étaient incorporés dans l'armée active. Les conscrits faisaient sept ans de service. Ceux qui avaient tiré les bons numéros, et bien que reconnus aptes à servir, allaient rejoindre la garde mobile. On pouvait aussi, par une sorte d'échange, se faire remplacer : celui qui était bon pour l’armée pouvait proposer sa prérogative à un conscrit volontaire pour le service actif. Celui-ci était rétribué : d'abord par des sociétés privées, (« remplacement »), puis, à partir d'avril 1855, par une caisse de dotation de l'armée (« exonération »), qui permettait à l'État à la fois de dégager des bénéfices et de moraliser ce que les ultras appelaient la « traite des blancs ».

### Un service de cinq ans
Les jeunes hommes qui se trouvaient affectés à la garde mobile effectuaient cinq ans. Étaient ainsi mises sur pied des unités d'infanterie et d'artillerie correspondant aux circonscriptions de l'administration civile. Chaque ville, d'une certaine importance, avait ses mobiles. Les cadres étaient choisis, en général, au sein de la notabilité locale. 
Les « Moblots » comme on les appelait parfois, étaient équipés par l'administration civile ; pour les uniformes par exemple, la ville fournissait le drap et chacun devait passer chez le tailleur local. Il n'était pas rare que certains gardes payassent de leurs deniers certaines fournitures. Administrativement, l'ensemble des gardes mobiles était regroupé en unités départementales (exemple : Mobiles du Doubs, de la Haute-Saône, de la Loire, de l'Ardèche etc.).

### Une armée de réserve
L'ensemble de la garde mobile, au niveau de la Nation, formait une masse de réserve d'environ 600 000 hommes. En théorie, celle-ci devait permettre au gouvernement de multiplier par deux les effectifs de son armée mise sur le pied en cas de guerre. Mais l'application pratique de ce principe se révélait difficile, en raison en particulier de la nécessité de fournir régulièrement une formation militaire à toutes ces formations civiles. Le maréchal Niel, le créateur de la garde mobile, avait prévu 15 exercices annuels, chacun d'une durée de 24 heures. Ce programme, déjà assez réduit, fut plus ou moins suivi.

### Guerre de 1870

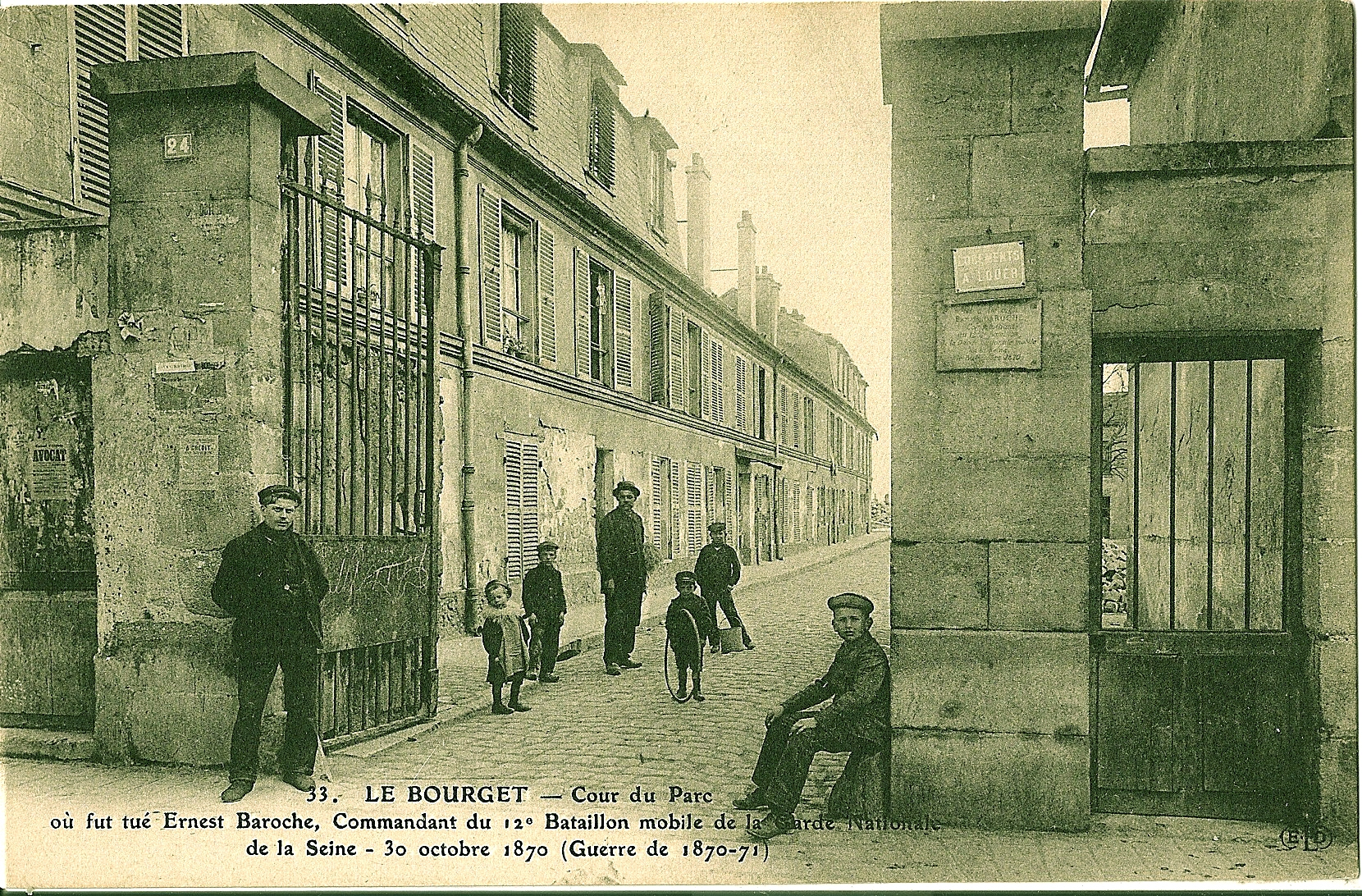
Le Bourget fut le lieu d'une des batailles du Siège de Paris. Le commandant du des Mobiles de la Seine y trouva la mort le 30 octobre 1870.

Lorsque la Guerre franco-allemande éclata en juillet 1870, la garde mobile, ne parvenant pas à s'organiser, ne figurait sur les registres que pour mémoire (déclaration du maréchal Le Bœuf, ministre de la guerre en 1870). Les Mobiles étaient médiocrement armés et entraînés. Les unités manquaient souvent de cohésion et d'instruction ; elles étaient encadrées et disciplinées d'une façon très variable mais presque toujours insuffisante. Or, deux mois après le début de la guerre, les combats avaient englouti les 9/10e de l'armée régulière.
La garde mobile se trouvait alors représenter à elle seule l'essentiel des forces armées françaises. C'est avec cette ultime ressource que la Nation, devenue républicaine, opposa à l'envahisseur une résistance militaire prolongée durant six mois.
Pendant le siège de Paris, la garde mobile est de tous les combats.
À Belfort, pendant le siège tenu par les troupes prussiennes du General von Werder, la garnison comprenait 12 800 mobiles. Cela représentait les trois quarts de l'effectif total de cette dernière. Ces troupes défendirent la place pendant plus de trois mois, du 4 novembre 1870 au 18 février 1871. En dépit de la retraite après la bataille d'Héricourt, elles ont néanmoins continué à combattre.
En Normandie, les mobiles de l'Eure, de la Loire-Inférieure renforcés par ceux de l'Ardèche livrent combat jusqu'aux premiers jours de 1871.
En Champagne, les mobiles du 4e bataillon d'infanterie et de la première batterie de la Marne sont regroupés à Vitry-le-François sur un ordre du ministre de la Guerre, avant d'être dirigés vers l'Argonne. Commandés par Duval, Terquem et Michaud, ces 1 500 hommes livrent combat à la ferme de la Basse entre Dampierre-le-Château et Sivry-sur-Ante. Ils sont battus et emmenés prisonniers ; en franchissant Passavant-en-Argonne, 32 d'entre eux sont abattus et une centaine blessés (un monument commémoratif y est érigé).  

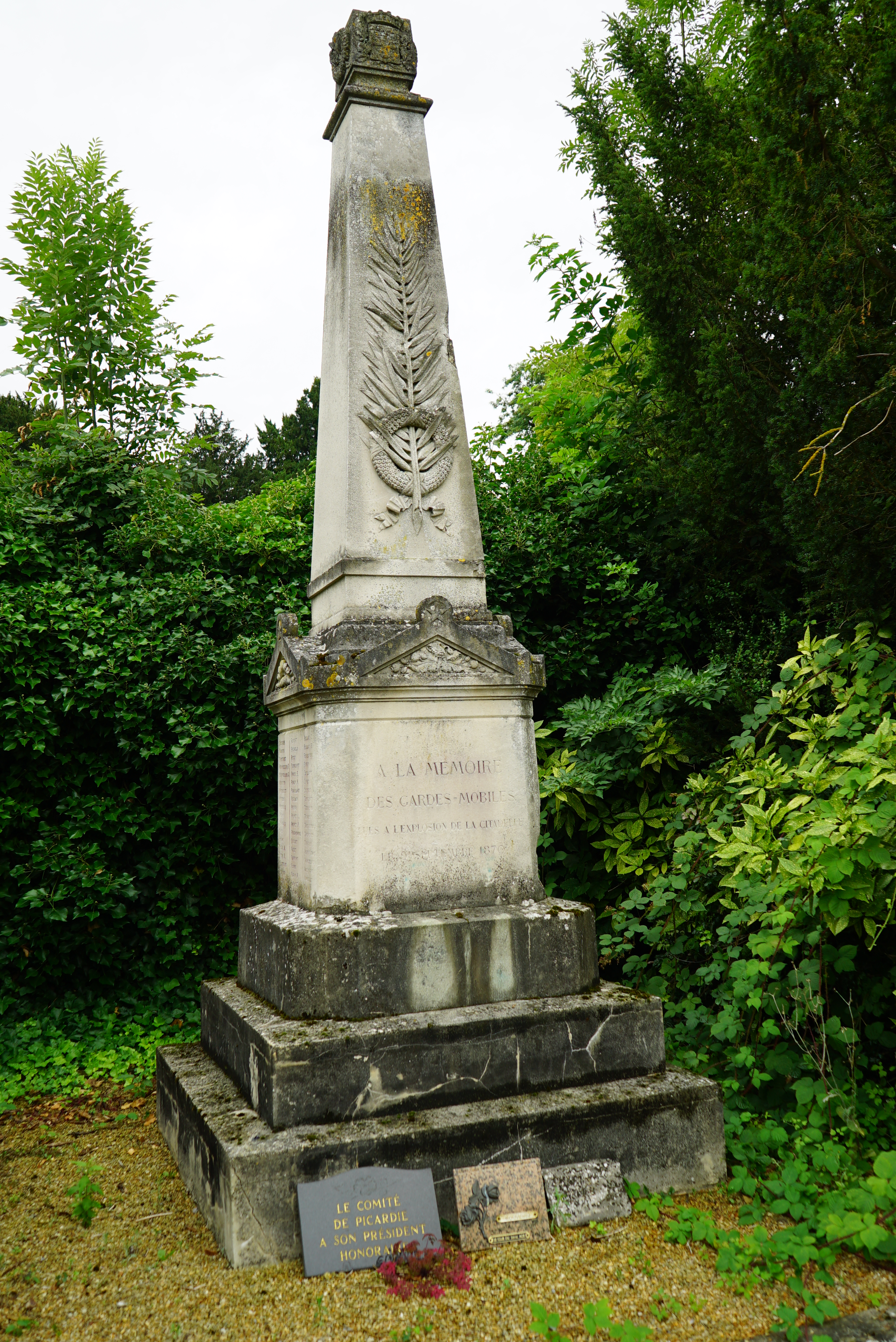
Monument aux Mobiles de l'Aisne tombés à Laon, cimetière Saint-Just.

La garde nationale mobile a été dissoute par la loi du 25 août 1871, en même temps que l'ensemble de la garde nationale, et sera plus ou moins remplacée par la réserve militaire instituée par la loi du 27 juillet 1872.
Il est parfois considéré que la garde nationale mobile est l'ancêtre de l'armée territoriale également créée par la loi du 27 juillet 1872. La garde nationale mobile était toutefois essentiellement composée de jeunes gens de 20 à 25 ans recrutés sans expérience militaire préalable, tandis que l'armée territoriale est au contraire composée d'hommes d'âge mûr, ayant déjà accompli leur service militaire et effectué des périodes régulières de réserve par la suite.

### Lieux de mémoires de la garde mobile
Après la Guerre de 1870, des monuments aux morts furent érigés un peu partout en France. Un certain nombre à la mémoire des « Moblots ».

## Citations contemporaines des Mobiles
Voici ce que Maxime Du Camp en dit dans ses Souvenirs d'un demi-siècle :

« Gouailleurs, indisciplinés, spirituels de cet esprit de trottoir parisien qui sait le côté comique des choses les plus sérieuses et les plus terribles, d'une moralité apprise au comptoir du marchand de vin, pillards effrontés et menteurs, ils apportèrent, au milieu d'une armée en formation, des éléments de dissolution dont [le maréchal] Canrobert fut effrayé. »

« C'était une troupe n'offrant aucune garantie et animée d'un très mauvais esprit. »

« Les mêmes causes produisent les mêmes effets, et les mobiles de Paris se conduisaient, en 1870, au camp de Châlons, comme les volontaires s'étaient conduits en 1792. On n'en parlera pas moins encore des braves mobiles et des héroïques volontaires ; cela est naturel, les gens instruits savent l'histoire, les ignorants acceptent les légendes; c'est pourquoi la légende étouffe l'histoire et lui survit. »

## Unités de gardes mobiles
- 1er régiment de mobiles (Seine)
- 2e régiment de mobiles (Seine)
- 3e régiment de mobiles (Seine)
- 4e régiment de mobiles (Seine)
- 5e régiment de mobiles (Seine)
- 6e régiment de mobiles (Côtes-du-Nord)
- 7e régiment de mobiles (Tarn)
- 8e régiment de mobiles (Charentes-Inférieur)
- 10e régiment de mobiles (Côte-d'Or)
- 11e régiment de mobiles (Loire)
- 12e régiment de mobiles (Nièvre)
- 14e régiment de mobiles (Yonne)
- 15e régiment de mobiles (Calvados)
- 16e régiment de mobiles (Rhône)
- 17e régiment de mobiles (Aisne)
- 18e régiment de mobiles (Charente)
- 19e régiment de mobiles (Cher)
- 20e régiment de mobiles (Côtes-du-Nord)
- 22e régiment de mobiles (Dordogne)
- 23e régiment de mobiles (Finistère)
- 24e régiment de mobiles (Haute-Garonne)
- 25e régiment de mobiles (Gironde)
- 26e régiment de mobiles (Ille-et-Vilaine)
- 27e régiment de mobiles (Isère)
- 28e régiment de mobiles (Loire-Inférieure)
- 29e régiment de mobiles (Maine-et-Loire)
- 30e régiment de mobiles (Manche)
- 31e régiment de mobiles (Morbihan)
- 32e régiment de mobiles (Puy-de-Dôme)
- 33e régiment de mobiles (Sarthe)
- 34e régiment de mobiles (Deux-Sèvres)
- 35e régiment de mobiles (Vendée)
- 36e régiment de mobiles (Vienne)
- 37e régiment de mobiles (Loiret)
- 38e régiment de mobiles (Seine-et-Marne)
- 39e régiment de mobiles (Eure)
- 40e régiment de mobiles (Ain)
- 41e régiment de mobiles (Ardèche)
- 42e régiment de mobiles (Aveyron)
- 43e régiment de mobiles (Bouches-du-Rhône)
- 45e régiment de mobiles (Hérault)
- 44e régiment de mobiles (Gard)
- 46e régiment de mobiles (Nord)
- 47e régiment de mobiles (Nord)
- 48e régiment de mobiles (Nord)
- 49e régiment de mobiles (Orne)
- 50e régiment de mobiles (Seine-Inférieure)
- 51e régiment de mobiles (Seine-et-Oise)
- 52e régiment de mobiles (Somme)
- 55e régiment de mobiles (Jura)
- 56e régiment de mobiles (Haute-Marne)
- 57e régiment de mobiles (Haute-Saône)
- 58e régiment de mobiles (Vosges)
- 59e régiment de mobiles (Aube)
- 60e régiment de mobiles[2] (Seine-et-Oise)
- 61e régiment de mobiles (Somme, Marne)
- 62e régiment de mobiles (Ille-et-Vilaine, Finistère)
- 63e régiment de mobiles (Eure-et-Loir)
- 64e régiment de mobiles (Aisne, Indre, Puy-de-Dôme)
- 65e régiment de mobiles (Rhône)
- 66e régiment de mobiles (Mayenne)
- 67e régiment de mobiles (Haute-Loire)
- 68e régiment de mobiles (Haut-Rhin)
- 69e régiment de mobiles (Ariège)
- 70e régiment de mobiles (Lot)
- 71e régiment de mobiles (Haute-Vienne)
- 72e régiment de mobiles (Cantal, Yonne)
- 73e régiment de mobiles (Loiret, Isère)
- 74e régiment de mobiles (Lot-et-Garonne)
- 75e régiment de mobiles (Loir-et-Cher; Maine-et-Loire)
- 76e régiment de mobiles (Ain, Aude, Isère)
- 77e régiment de mobiles (Tarn, Maine-et-Loire, Allier)
- 78e régiment de mobiles (Vendée, Gironde, Lot-et-Garonne)
- 80e régiment de mobiles (Deux-Sèvres, Ardèche, Isère)
- 81e régiment de mobiles (Charente-Inférieure, Cher, Indre)
- 82e régiment de mobiles (Vaucluse, Drôme)
- 83e régiment de mobiles (Aude, Gers)
- 84e régiment de mobiles (Morbihan, Indre)
- 85e régiment de mobiles (Gers, Vienne)
- 86e régiment de mobiles (Saône-et-Loire)
- 87e régiment de mobiles (Lozère, Tarn-et-Garonne)
- 88e régiment de mobiles (Indre-et-Loire)
- 89e régiment de mobiles (Var, Gironde)
- 90e régiment de mobiles (Corrèze, Sarthe)
- 91e régiment de mobiles (Pas-de-Calais)
- 92e régiment de mobiles (Calvados, Manche)
- 94e régiment de mobiles (Seine-Inférieure, Marne)
- 97e régiment de mobiles (Haute-Savoie)
- 101e régiment de mobiles (Somme, Marne)
- 102e régiment de mobiles (Nord)
- Régiment des Alpes-Maritimes
- Régiment de Corse
- Régiment de Ardennes